# Симбирский кадетский корпус
Симби́рский каде́тский ко́рпус — начальное военно-учебное заведение Русской императорской армии, готовившее детей и подростков к военной службе в 1886—1918 годах. Располагался в г. Симбирске, Спасская улица, 7. С 1974 года — здание бывшего кадетского корпуса является объектом культурного наследия федерального значения.
 Объект культурного наследия народов РФ федерального значения. Рег. № 741310015360006 (ЕГРОКН). Объект № 7310009000 (БД Викигида)

## История

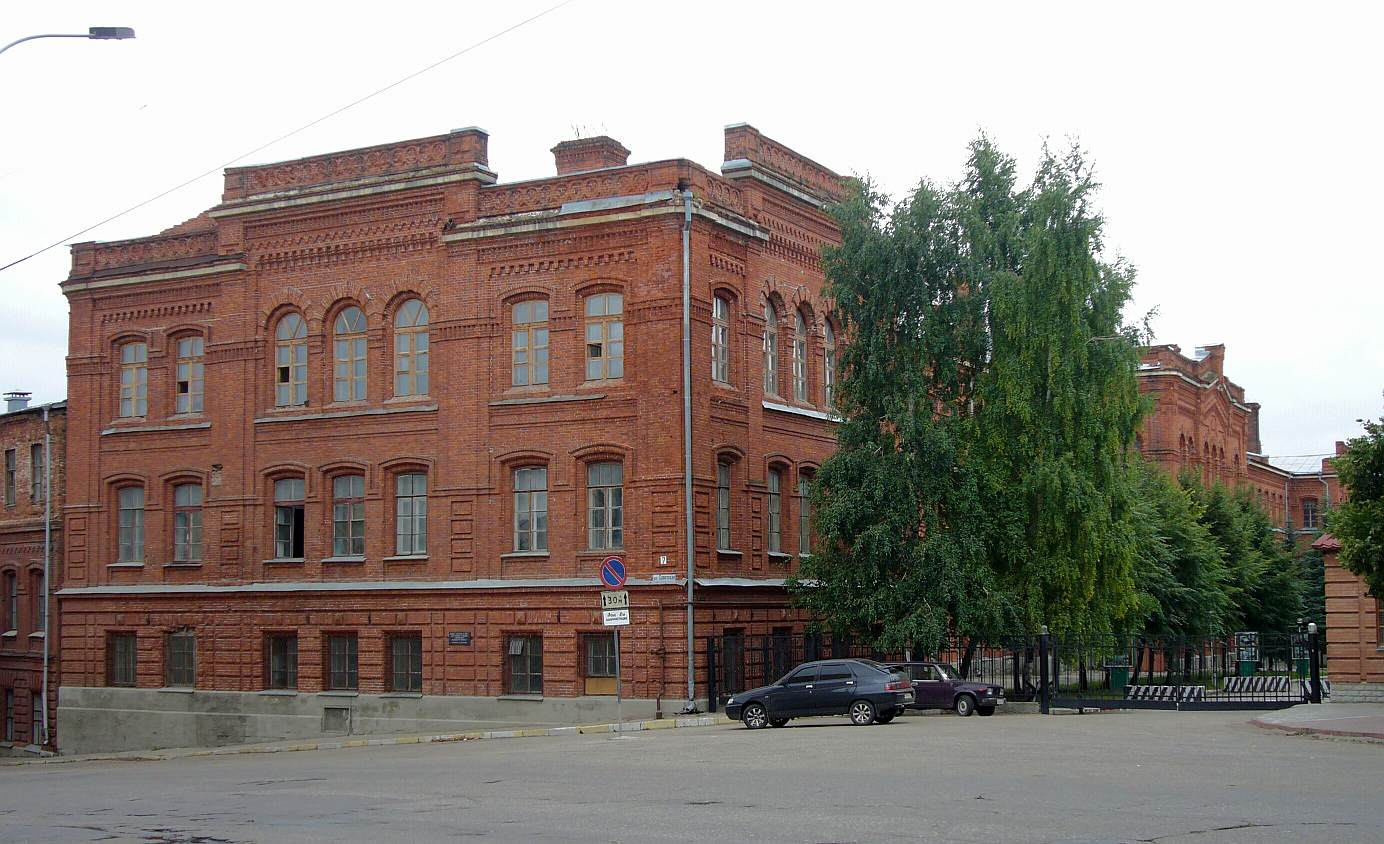
Современный вид здания.

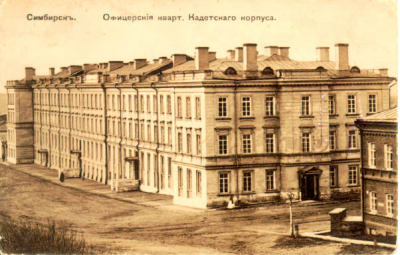
Старое фото. Офицерские квартиры. Кадетский корпус.

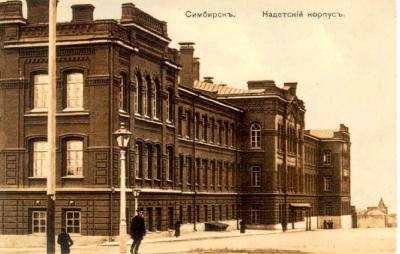
Старое фото. Кадетский корпус.

В 1871 году военное начальство предположило перевести Пермскую военную прогимназию в какой либо приволжский город. Одним из городов-кандидатов на перевод был выбран Симбирск.
Губернское земское собрание, в сессии 1872 года, отклонило это предложение, считая, что в Симбирске следует открыть военную гимназию, как учебное заведение с полным общеобразовательным курсом, подобно гражданским гимназиям, но только без преподавания древних языков и с тем условием, чтобы в неё могли поступать дети лиц всех сословий.

Мемориальная доска на здании УТУ.

Мемориальная доска на здании УТУ.

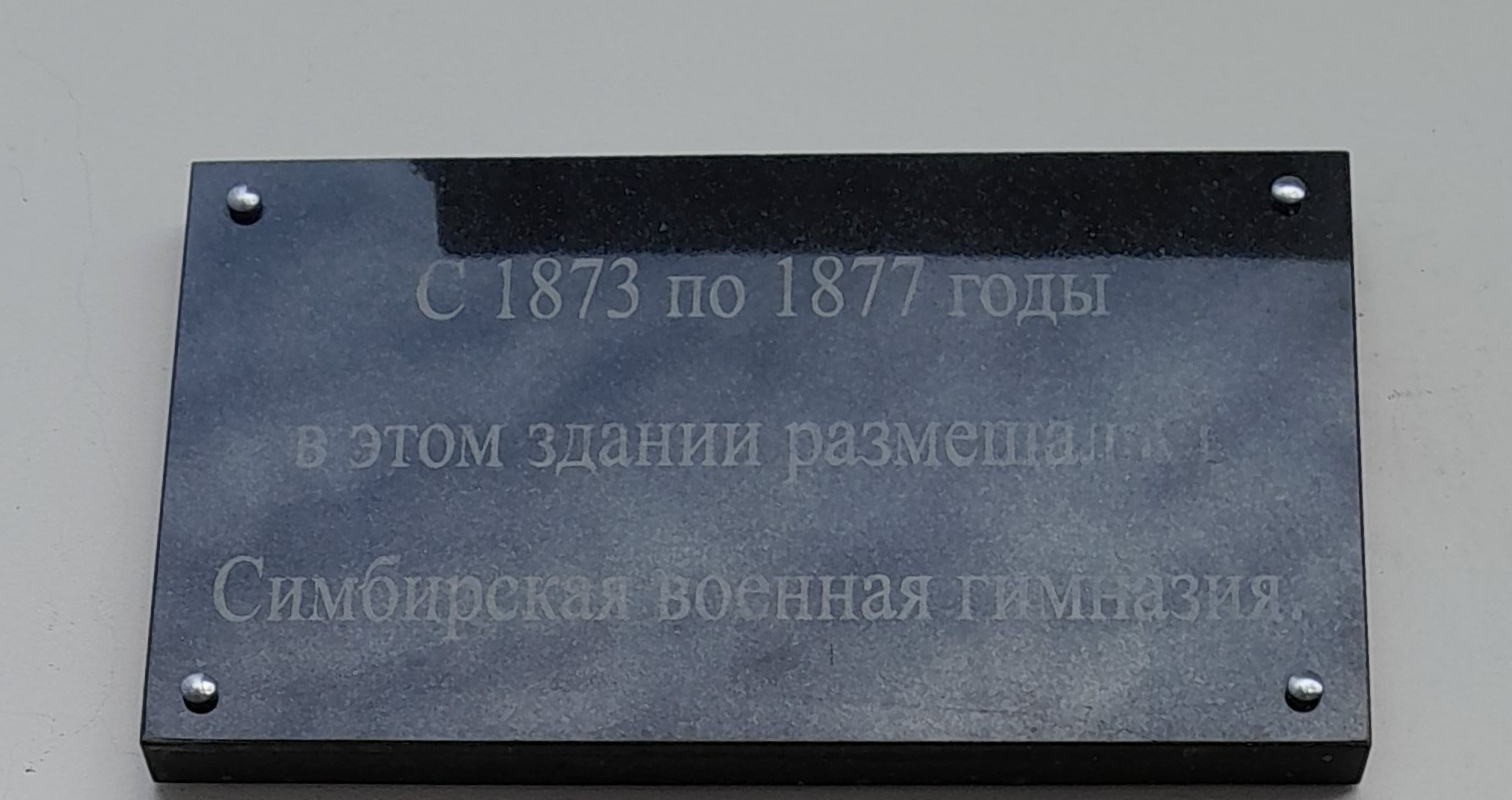
Памятная доска военной гимназии, на здании Городской управы.

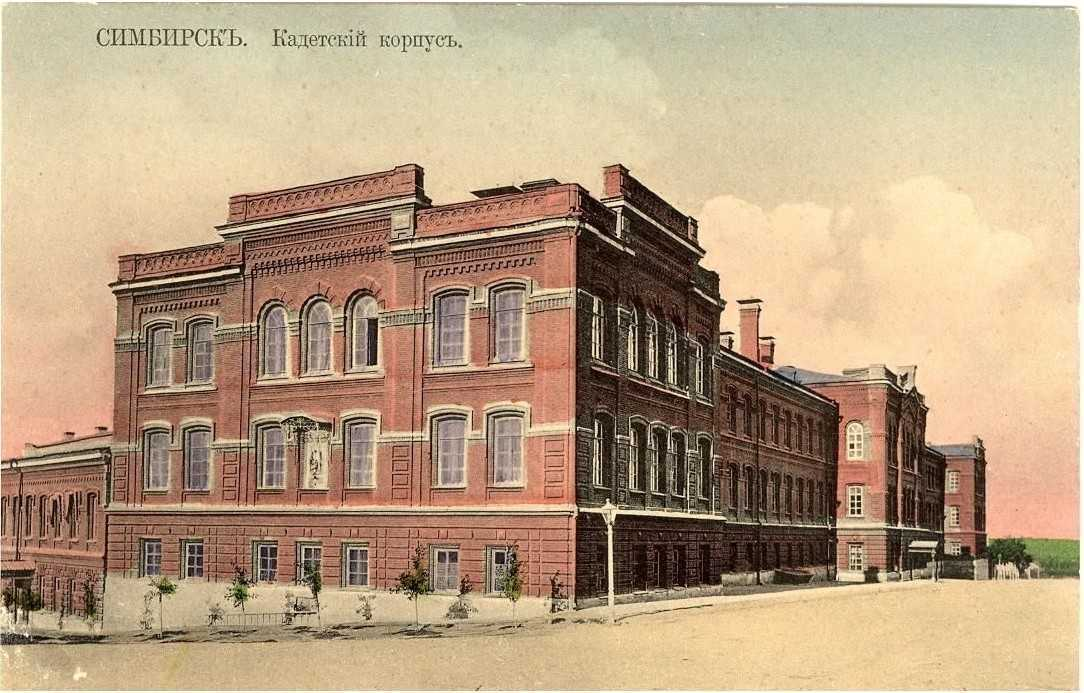
Кадетский корпус (Симбирск, открытка 1910).

Главное управление военно-учебных заведений поддержало предложение Симбирского губернского земства и 21 апреля 1873 года состоялось Высочайшее Повеление об устройстве военных гимназий, для приходящих учеников, в тех местностях, где это признаётся более удобным и выгодным. Военный совет разрешил открыть две таких гимназии: в Петербурге и Симбирске, каждую на 300 человек и на условиях, согласных с указаниями Симбирского земства, и, 7 сентября 1873 года последовало открытие Симбирской военной гимназии.                                                                                                                                    

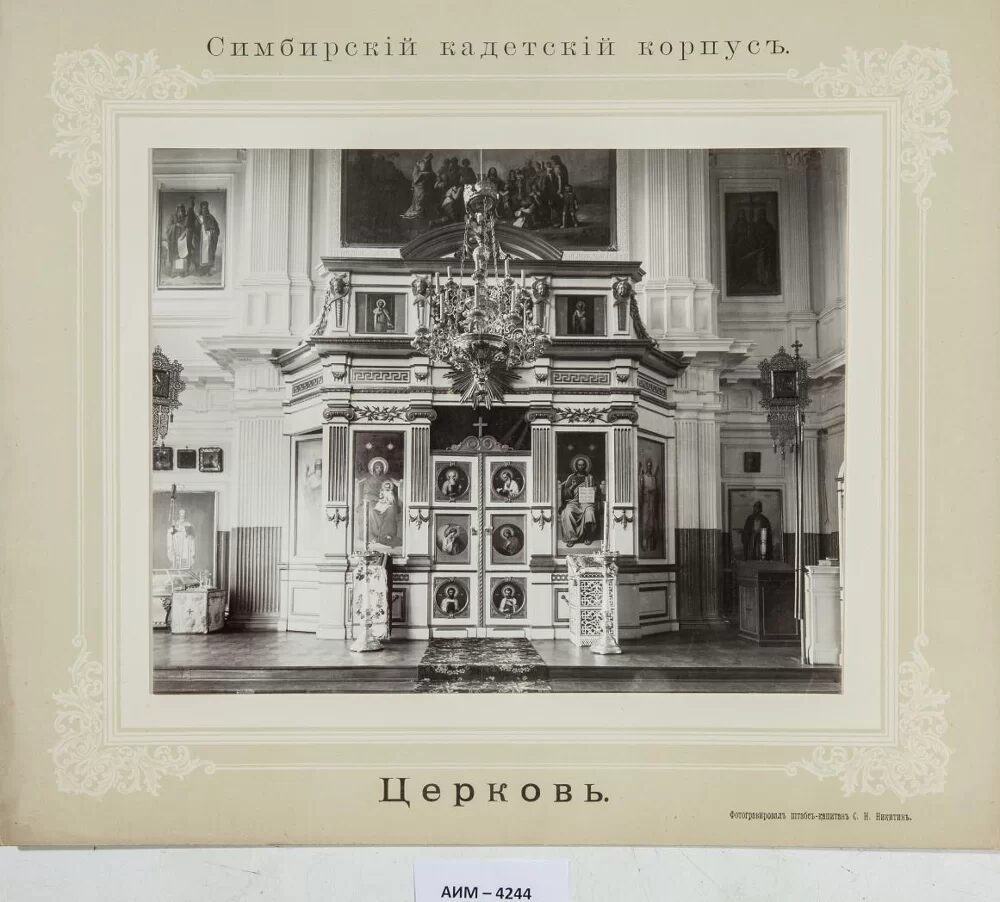
Интерьер Николаевской церкви Симбирского кадетского корпуса.

Первоначально приняты были воспитанники только в 1-й класс, в который поступило 48 учеников, 2-й и 3-й классы открыты несколько позже, а следующие классы открывались постепенно, по одному с наступлением каждого последующего учебного года.

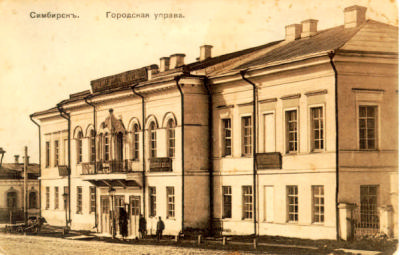
Здание Городской управы, где первоначально находилась гимназия.

Первым директором Симбирской военной гимназии был назначен полковник Фёдор Константинович Альбедиль.
Первоначально, с 1873 по 1877 гг., военная гимназия помещалась в доме городского общества — в здании Городской управы (ныне музучилище), занимая весь верхний этаж этого здания. В 1874—1878 годах в Доме Языковых (ныне музей Языковых) размещался пансион военной гимназии. Позднее для гимназии было выстроено от казны большое каменное здание, архитектор С. П. Залесский, на уступленном городом месте, одобренное военным министром графом Милютин Д. А., по Троицкому переулку, близ церкви Св. Троицы, в которое гимназия и перешла 9 октября 1877 года.
По окончании учебного 1877 года в гимназии числилось 159 учеников, кончило полный курс — 11, из них 9 перешли для дальнейшего военного образования (7 человек — во 2-е Константиновское и двое — в Николаевское кавалерийское училище).
Штат училища состоял из директора, инспектора классов, 17 преподавателей, 3 воспитателей, бухгалтера-секретаря, смотрителя дома и 8 человек прислуги. Для обучения фронту ежедневно из местного гарнизона командировались 1 офицер, 3 унтер-офицера, 2 барабанщика и 2 сигналиста.
12 августа 1878 года, последовало Высочайшее Положение Военного Совета, о преобразовании Симбирской военной гимназии в заведение с интернатом и ей присвоен был новый штат (350 интернов и 150 экстернов). Симбирскому губернскому земству, предоставлено было, в виду уплачиваемой им субсидии в 12000 руб., замещать в интернате гимназии 40 вакансий детьми всех сословий.
Состав воспитанников гимназии был весьма пёстр:
• дети лиц низшего сословия, большей частью приходящих, живущих вне интерната — мелких купцов, мещан, крестьян, духовенства и отставных солдат;
• дети местных дворян и зажиточных купцов;
• сыновья лиц военного сословия, имеющих право на казённое обучение. 
При этом качество образования было невелико — выпускники университетов преподавали только в старших классах, в младших классах преподаватели учительских семинарий с весьма низкими окладами. 
В 1875 году братство св. Николая Чудотворца храма св. Николая Чудотворца взяло на попечение воспитанников гимназии. 
В 1879 году при кадетском корпусе на средства Военного Министерства была устроена Николаевская церковь Симбирского кадетского корпуса; престол в нём один — во имя Святителя и Чудотворца Николая.

Памятная табличка на часовне Симбирского кадетского корпуса.

22 июля 1882 года Симбирская военная гимназия вместе с другими гимназиями России была преобразована в Симбирский кадетский корпус.                       
Тем не менее, преобразования в корпусе начались только в 1884 году с образованием в нём строевой роты из старших воспитанников с начавшейся заменой гражданских служащих военными чинами. Окончательное устройство, общее со всеми кадетскими корпусами, Симбирский корпус получил по положению от 14 февраля 1886 года. Все воспитанники были объединены в роты с назначением их командиров. С этого времени Симбирский кадетский корпус перестаёт быть всесословным учебным заведением, в к обучению в нём допускаются только те, кто имеет на то право по происхождению, а 16 апреля 1887 года комплект у Симбирское земство потеряло право на замещение сорока вакансий пансионеров.
В 1887 году для корпуса был построен летний лагерь на берегу Волги, в селе Поливный Враг, а также приписной храм с престолом во имя св. равноапостольного князя Владимира (освещён в 1887).

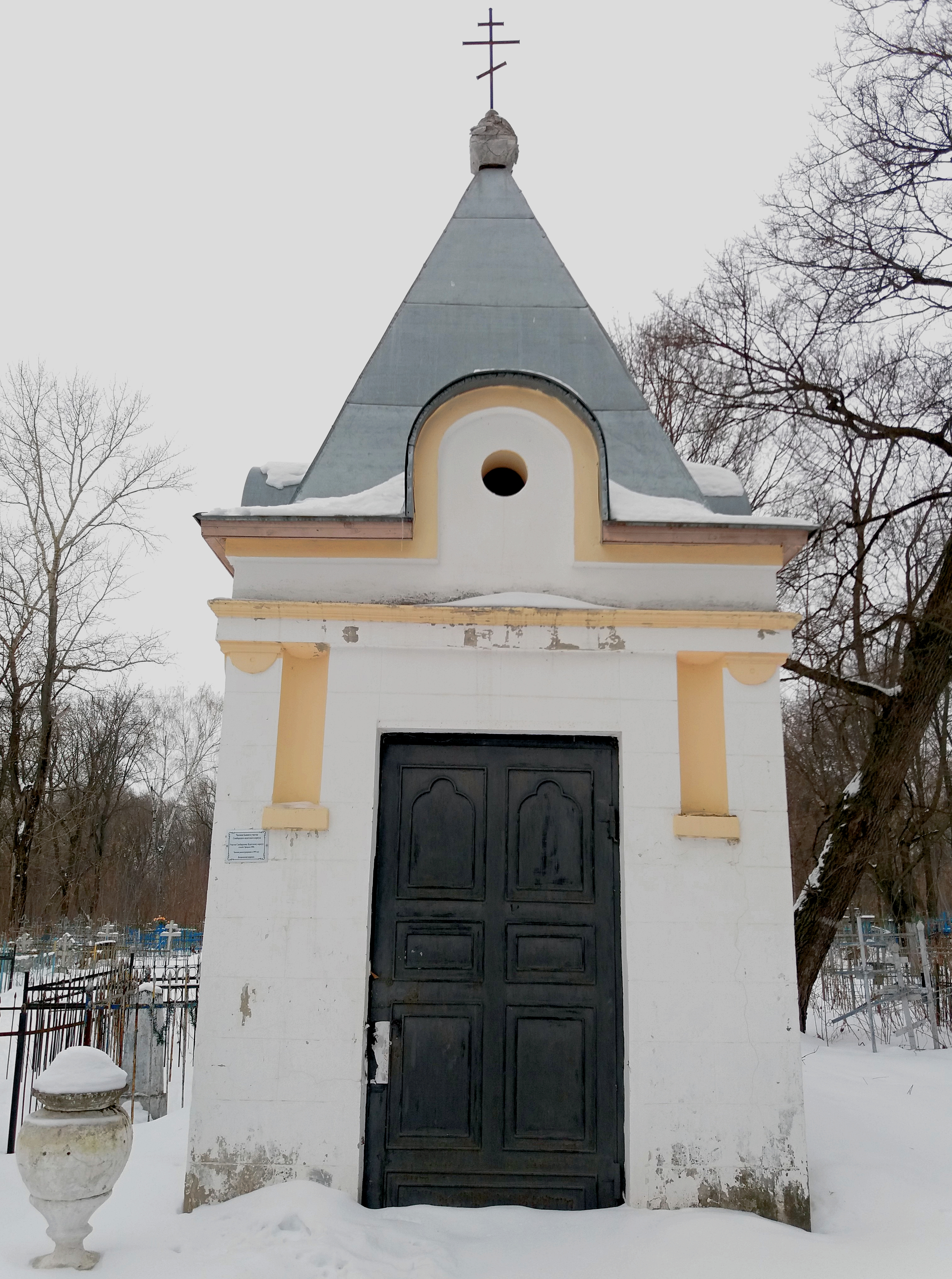
Часовня Симбирского кадетского корпуса на Воскресенском некрополе.

5 февраля 1888 году на Новом городском кладбище был отведён участок для кадетского корпуса и была построена часовня.                                                           
В октябре 1900 года Симбирский кадетский корпус с инспекцией посетил генерал-инспектор военно-учебных заведений Российской империи, великий князь Константин Константинович Романов.                                                           
12 ноября 1903 года указом императора корпусу было пожаловано знамя, а в декабре 1903 года Великий князь Константин Константинович, курирующий все военно-учебных заведений России, приезжал для его торжественного вручения.

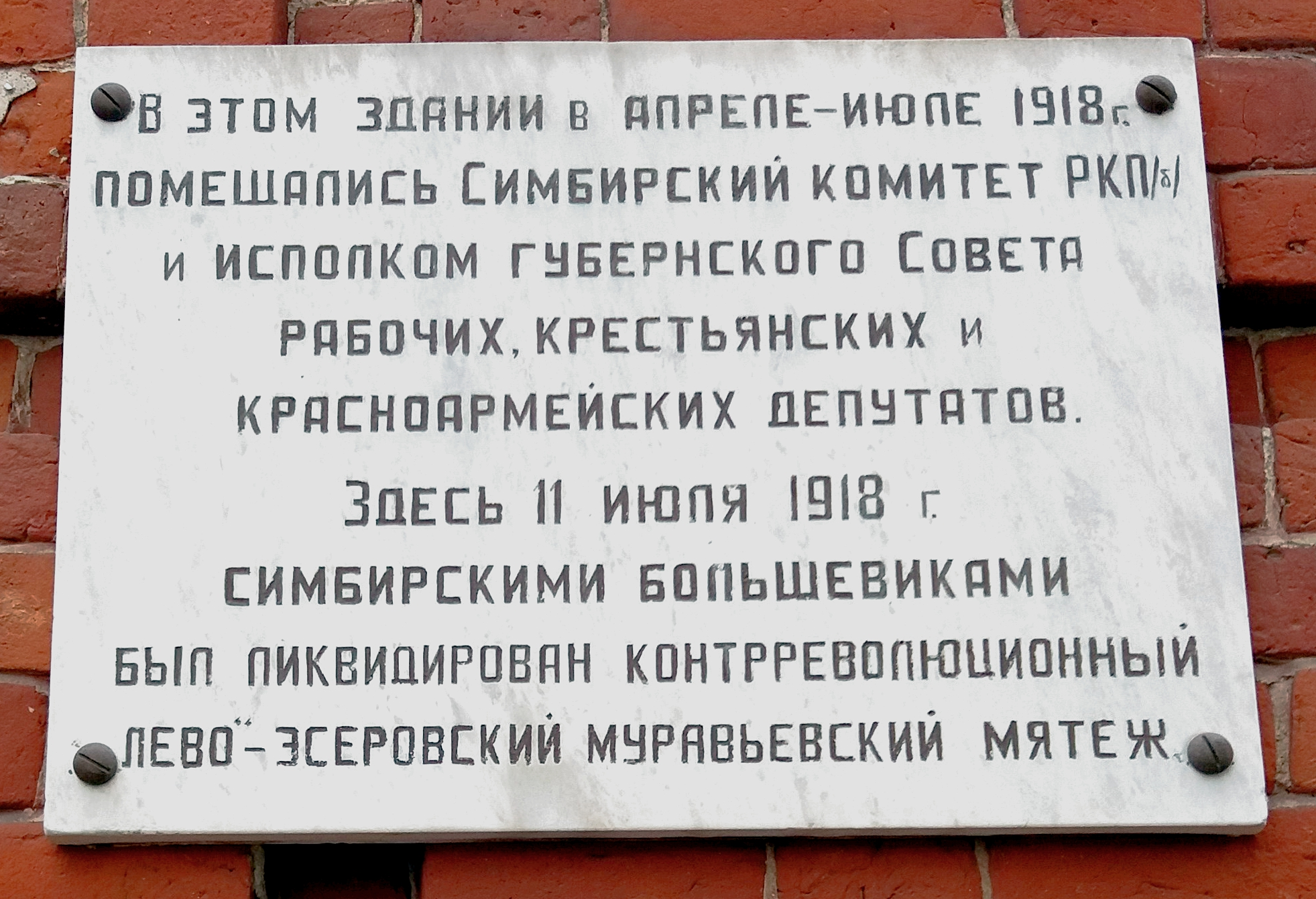
Мемориальная доска о Муравьёвском мятеже.

В сентябре 1914 года, с началом Первой мировой войны, штаб, канцелярия и корпусные знамёна Полоцкого кадетского корпуса были эвакуированы в Симбирский кадетский корпус.
В середине 1917 года корпус был переименован в Гимназию военного ведомства, а в начале 1918 года закрыт. Знамя Симбирского кадетского корпуса, пожалованное ему 12 ноября 1903 года, было спасено в марте 1918 года оставшимися кадетами у охранявших здание красногвардейцев, вывезено Е. В. Свирчевской-Овтрахт и передано генералу Врангелю П. Н (в настоящее время является собственностью Общества Российских Кадет и Ветеранов Великой Войны в Сан-Франциско) знамя временно находится в Кафедральном Соборе Пресвятой Богородицы «Всех Скорбящих Радости».
С марта по июль 1918 года в бывшем кадетском корпусе располагался: губисполком, губернская чрезвычайная комиссия (ГубЧК), редакция «Известий Симбирского Губернского Совета рабочих и крестьянских депутатов». 11 июля 1918 г. в здании был ликвидирован левоэсеровский муравьёвский мятеж. Но 22 июля 1918 года советская власть вынуждена была бежать, оставив город белогвардейцам. Затем, с сентября 1918 года, в здании бывшего кадетского корпуса располагался ряд военных школ и училищ, в том числе — Ульяновское гвардейское танковое училище.
В 1991 году танковое училище было закрыто, а на его учебной базе создано Ульяновское гвардейское дважды Краснознамённое ордена Красной Звезды суворовское военное училище.

### Охранный статус
Постановлением Совета Министров РСФСР от 04.12.1974 г. № 624 «О дополнении и частичном изменении Постановления Совета Министров РСФСР от 30 августа 1960 г. № 1327 «О дальнейшем улучшении дела охраны памятников культуры в РСФСР», Здание бывшего кадетского корпуса, где 11 июля 1918 г. был ликвидирован левоэсеровский муравьёвский мятеж. Здесь в марте — июле 1918 г. помещался Симбирский комитет РКП/б/ и исполком Совета рабочих, крестьянских и солдатских депутатов Симбирской губернии, получил статус объект культурного наследия города Ульяновска федерального значения.

## Униформа и знаки различия

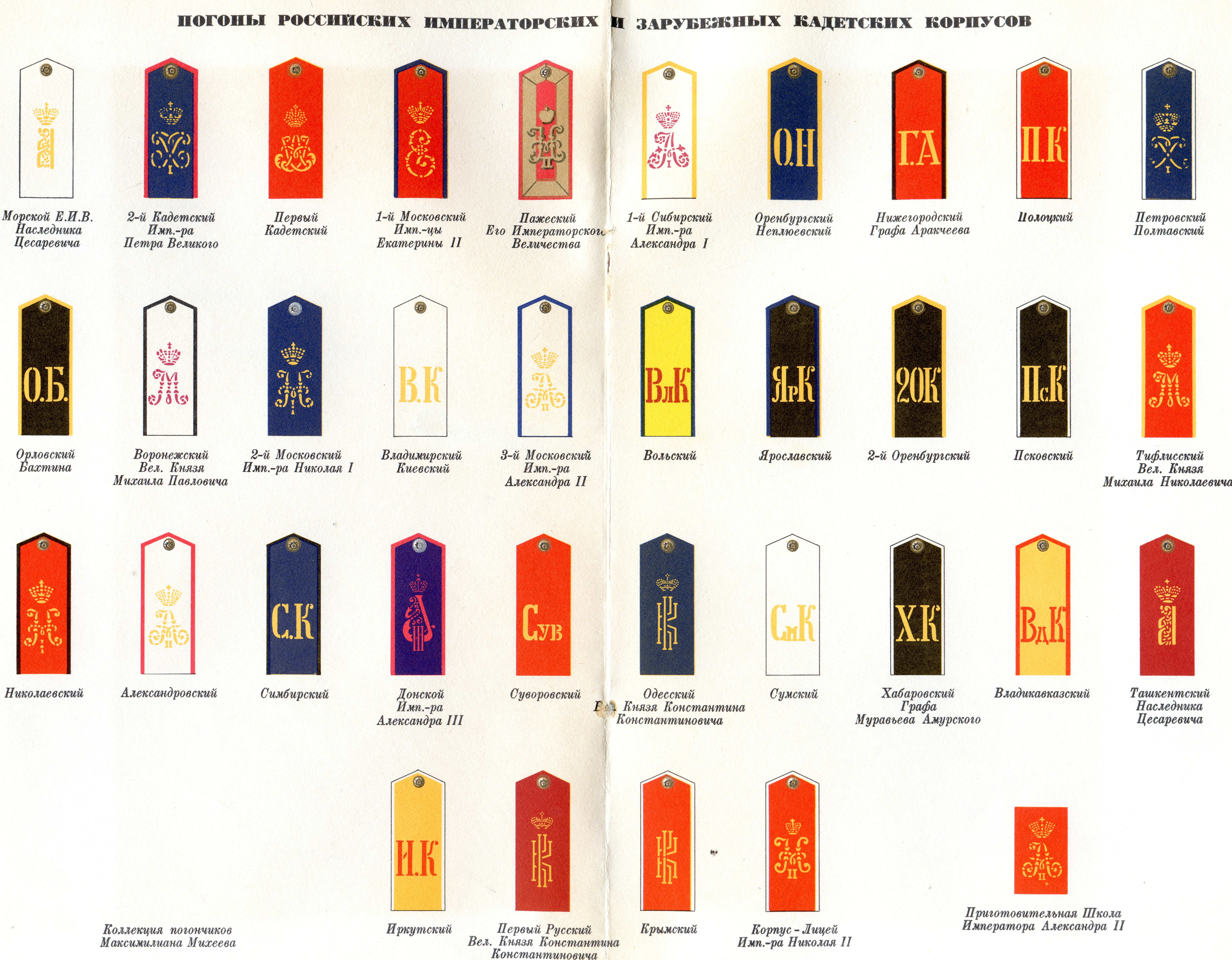
Погоны русских императорских кадетских корпусов. Погон Симбирского кадетского корпуса в 3 ряду.

В период военной гимназии для приходящих была общая военно-гимназическая форма, но со следующими отличиями: мундир без галунов и без погон. Шинель также была без погон и без «клапана на воротнике». На шапке имелась тесьма красная под кокардой. 3 марта 1874 — приказом № 183 военным гимназистам -приходящим были даны погоны: синие с чёрной выпушкой,  на них была поперечная жёлтая гарусная тесьма. Сначала в военной гимназии погоны приходящим давали только по постановлению педагогического комитета. В 1875 военный министр приказал давать погоны и петлицы всем поступающим и лишать их этого только за дурное поведение.  8 сентября 1898 г. корпус торжественно праздновал 25-летний юбилей. В это время и было установлено поручить П. И. Пузыревскому спроектировать корпусной жетон. Согласно воспоминаниям кадет-симбирцев, жетон представляет собой щит с бюстом графа Милютина. Нагрудного знака не было.

## Директора
- полковник Альбедиль, Фёдор Константинович (8.08.1873 — 15.05.1878)
- полковник / генерал-майор Якубович, Николай Андреевич (1878—1903)
- генерал-майор Семашкевич Евгений Евстафьевич (6.12.1903 — 24.01.1907)
- генерал-майор Шпигель, Карл Вильямович (1907—1912)
- генерал-майор Мерро, Михаил Иванович (23.08.1913 — 1915)
- генерал-майор Желтиков, Александр Семёнович (1915—1918).

## Преподаватели
- Раменский, Алексей Пахомович (с 1873 по 1882 гг. — преподаватель греческого и русского языков, а также словесности).
- Агапов, Алексей Алексеевич — офицер-воспитатель.
- Гречкин Павел Яковлевич (1907 — 1917) — преподаватель физики и химии[22].
- Генрих Шапрон дю Ляррэ — преподаватель французского языка (отец Шапрона дю Ларре, Алексея Генриховича)[22].
- Александров Александр Петрович  —  офицер / воспитатель.
- священномученик протоиерей Неофит Любимов — преподавал кадетском корпусе (1874–1879) [23][24].
- смотритель подполковник Алексей Архипович Крат (отец Крата Владимира Алексеевича).

## Известные выпускники

### Георгиевские кавалеры
Основная статья: Выпускники Симбирского кадетского корпуса
- Фролов, Михаил Михайлович (вып. 1871);
- Выгорницкий, Александр Иванович
- Арнольд, Николай Владимирович (вып. 1913) ― поэт Серебряного века, публиковался в печатном кадетском журнале, а потом в газете «Симбирянин»[25].
- Ленивцев, Владимир Александрович (вып. 1897);
- Орлов, Александр Васильевич (вып. 1883);
- Ушаков, Константин Михайлович — генерал-майор Императорской армии, командир Симбирского 24-го пехотного полка, родился в селе[26][27][28][29].